# Malgassica
Malgassica är ett släkte av fjärilar. Malgassica ingår i familjen snigelspinnare.
Kladogram enligt Catalogue of Life:
| Malgassica | \| \| Malgassica incerta \| \| \| \| \| \| Malgassica peregrina \| \| \| \| \| \| Malgassica tsaratanana \| \| \| \| |
|            | \| \| Malgassica incerta \| \| \| \| \| \| Malgassica peregrina \| \| \| \| \| \| Malgassica tsaratanana \| \| \| \| |
|            | Malgassica incerta                                                                                                   |
|            | |
|            | Malgassica peregrina                                                                                                 |
|            | |
|            | Malgassica tsaratanana                                                                                               |
|            | |